# فرودگاه شهری ونیز (فلوریدا)
فرودگاه شهری ونیز (فلوریدا)  (به انگلیسی: Venice Municipal Airport)  یک فرودگاه همگانی  با کد یاتا VNC است که یک باند فرود آسفالت دارد و طول باند آن ۱۵۲۴ متر است. این فرودگاه در  کشور ایالات متحده آمریکا قرار دارد و در ارتفاع ۵ متری از سطح دریا واقع شده است.